# Területszabály

A repülőgép keresztmetszeti területének közel azonosnak kell lennie a törzs különböző pontjain, hogy a transzszónikus áramlási viszonyok miatt kialakuló légellenállás-növekedés kezelhető legyen

A területszabály (angolul: area rule) aerodinamikai képlet, amelyet az 1950-es évek elején a szuperszonikus sebességre képes sugárhajtású repülőgépek kifejlesztése során ismertek fel. Otto Frenzl (1944), majd Richard T. Whitcomb (1952) szélcsatorna tesztek közben – egymástól függetlenül – rájöttek, hogy a jelenség mértéke korlátozható, ha az örvények közel azonos keresztmetszeti területű testet kerülnek meg. Szinte minden 1955 után készült szuperszonikus katonai repülőgépnek, valamint a sugárhajtású utasszállítók jelentős részének kialakítása valamilyen formában törekszik a területszabály kielégítésre.

## A területszabály felfedezése és alapvető jellegzetességei

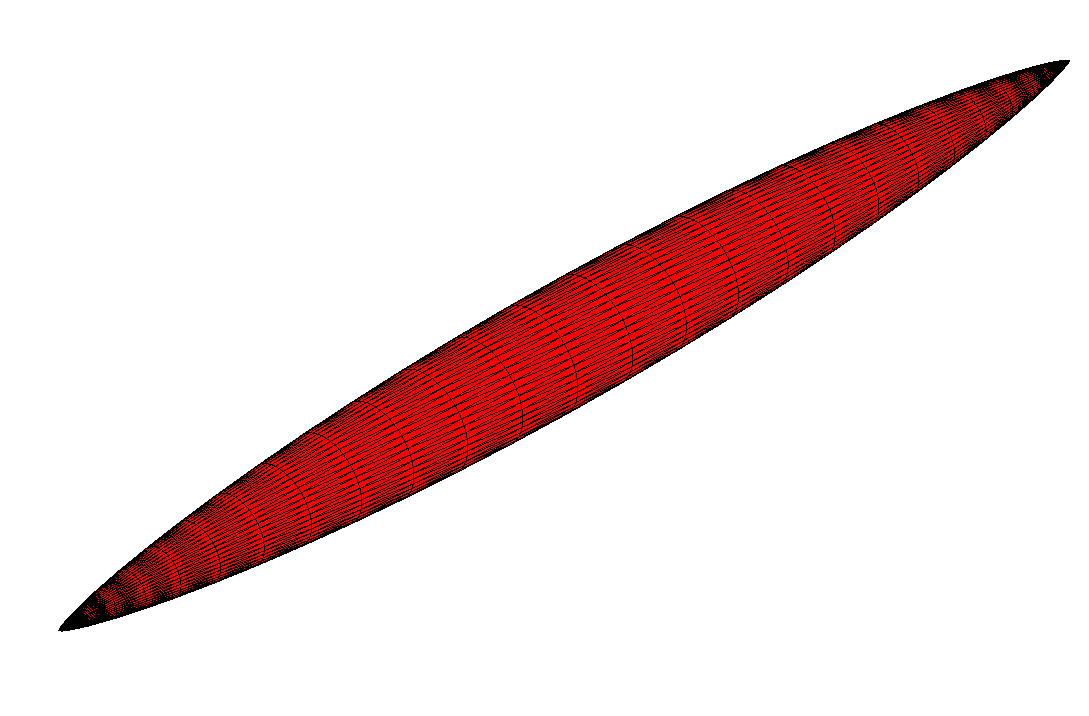
A területszabály szerint ideális forma, a Sears–Haack-test

A repülőgépek légellenállása jelentősen megnő a 0,75 és 1,2 Mach-szám közötti sebességtartományban. Ennek oka, hogy a kialakuló lökéshullámok és áramlási jellemzők miatt a géptest körül létrejövő örvénylések interferálnak egymással, a létrejövő másodlagos örvénylések pedig a parazitikus légellenállást nagymértékben növelik.  Archiválva 2020. december 5-i dátummal a Wayback Machine-ben Ennek megfelelően a hangsebesség hatékony megközelítéséhez és átlépéséhez a repülőgép frontális keresztmetszetének – beleértve ebbe a szárnyakat is – a gép középső részén közel állandó területűnek kell lennie, vagy fokozatosan, a lehető legsimábban kell változnia annak. Az ideális forma egy az elején és végén hegyes, közepén a legszélesebb félkörívesen vékonyodó hengeres test. az úgynevezett Sears–Haack-test. 

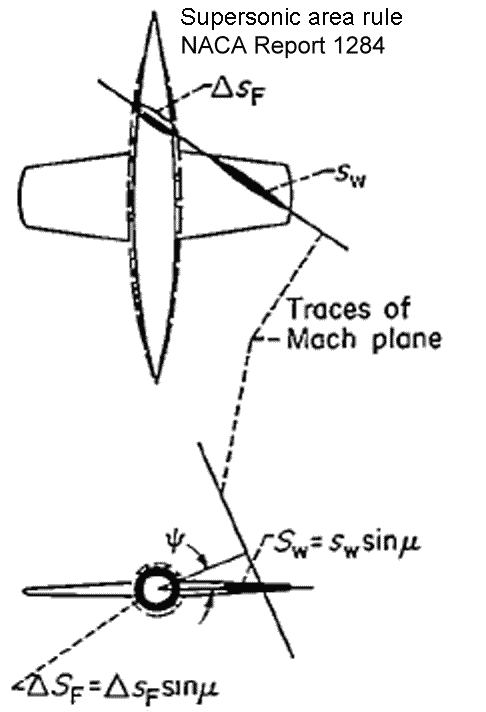
A Mach-hullám okozta légellenállás-növekedés elvi rajza, ennek csökkentését szolgálja a területszabály

A területszabály fő sajátossága, hogy pusztán a repülőgép sárkányának keresztmetszetének területe és a terület-változások folytonossága befolyásolja. Azonban az, hogy a terület hogyan oszlik el a repülőgép elemei között (test/szárny arány, szögletesség, stb) már nem, így elméletileg a repülőgép végtelen számú formája lehet teljesen azonos hullám-ellenállású, ha ugyanolyan terület tartozik az egyes metszetekhez. Ennek megfelelően lehet a szabálynak megfelelő meglehetősen eltérő kialakítású MiG–29, Concorde, F–15 és az F–22 is.

## Harci repülők
A lehető legarányosabb keresztmetszet-terület kialakítására több különböző módszer ismert a katonai és civil repülőgépek esetében. Mindegyik megoldás fő célja, hogy a szárnyak okozta keresztmetszet-növekedést ellensúlyozza. 
- Kólásüveg forma: A legaerodinamikusabb megoldás, ha a szárnyak és hajtóműgondolák csatlakozásának helyén a géptörzset, valamelyest beszűkítik, így a hagyományos Coca-Cola üvegekhez hasonló formát vesz fel a géptörzs. Ezt az elegáns megoldást harci repülőgépeken az 1960-as évek közepéig alkalmazták. Hátránya, hogy a törzs középső részén kevesebb hely marad az üzemanyagtartályok, vagy bombaterek számára, így csak a nagyobb méretű bombázókon alkalmazzák máig.  Ilyen típusok: F-11 Tiger, F–102 Delta Dagger, F–105 Thunderchief, F–106 Delta Dart, CF-105, B-1 Lancer, B-58 Hustler, Blackburn Buccaneer, Tu-160, Mirage III, JA 37 Viggen, F–5 Tiger II.
- A „Küchemann-répák” alkalmazásakor fordítva alkalmazzák a területszabályt és a szárnyak mögé nyúló nagyméretű könnycsepp alakú gondolákat helyeztek el – ezek extra keresztmetszete kiegyensúlyozza a szárnybekötéseknél a törzs elvékonyításának hiányát. E megoldás bár növeli a repülőgép külső méretét a "répák" a lökéshullámok és a határfelületi áramlás módosítása révén csökkentik az eredő légellenállást:  Handley Page Victor, Tu-95, Tu-16, Tu-22, Tu-128.
- A repülőgépen különböző aerodinamikai elemeinek megfelelő elhelyezése is ki tudja egyenlíteni a terület változásait. Így a vezérsíkok és stabilizátorok (F/A–18 Hornet, F–16 Fighting Falcon, F–8 Crusader, F–4 Phantom II), a légbeömlők (F-104, SEPECAT Jaguar, Mitsubishi F–1, Panavia Tornado, F–105 Thunderchief) megfelelő tervezése fokozza az adott gép megfelelését a szabálynak, több esetben "véletlen" konstrukciós előnyként (J 35 Draken, Szu–22). Ezekben az esetekben az áramlási viszonyok gondosabb tervezése szükséges.
- A repülőgép bizonyos elemeinek domborítása, dudorosítása (a Küchemann-répákhoz hasonlóan) is javítja a repülőgép megfelelését a szabálynak. A szárnytőig dudorosított kabin, a szárnyak előtti és mögötti kiemelkedő területek, valamint a függőleges vezérsík(ok) összehangolt kialakítása és a széles törzs-szárny átmenet (ide értve a LERX-t is) teszi a szabálynak megfelelővé a korszerű repülőgépek jelentős részét. Fontos kiemelni, hogy a "szögletes" kialakítás nem mond ellen a területszabálynak (F-15, F-22), hiszen azt alapvetően a szelvény területével függ össze, a formával kevésbé. F-15, F-16, F–22 Raptor, F–35 Lightning II, MiG-29, Szu-27, Eurofighter Typhoon, Rafale, F–CK–1 Ching Kuo, FC-1, Mitsubishi F–2, Chengdu J–20, Shenyang J-31, és XB-70.

Ugyanakkor számos nagy sebességű repülőgép nem felel meg a területszabálynak, jellemzően azok, amelyeket magasan a transzszonikus tartomány fölötti repülésre optimalizáltak, vagy a hajtóművek nyers erejével küzdik le a problémát. (MiG-25, MiG-31).

## Utasszállító repülőgépek
Utas- és teherszállító repülőgépeken a kólásüveg-formának és a széles szárny-törzs átmenetek az alkalmazására nem volt lehetőség, hiszen a törzset helykihasználási okokból állandó hengeres keresztmetszettel kellett kialakítani. Itt eleinte elsősorban az úgynevezett „Küchemann répát” alkalmazták, ahol a nyilazott félszárnyak közepénél nagyméretű könnycsepp alakú gondolákat helyeztek el. Jellemzően ilyen típusok a Lockheed JetStar, Tu–16, Tu–104, Tu–134, Tu–154 repülőgépek, ahol a gondolákat a futómű behúzására és tárolására használták fel. Az amerikai Convair 990 típusú gépeken található szárnyankénti kettő gondola üzemanyagtartályként funkcionált, illetve többnyire üresen hagyták rezgéscsökkentési okokból.
Más típusoknál a hajtóművek sajátos elhelyezésével (szárny elé nyújtás, vagy a szárnyak mögé helyezés), a szárnytő mögötti terület domborításával tették "simábbá" a keresztmetszet-terület változását. Korszerűbb megoldás a fékszárnyak mechanizmusainak burkolatát felhasználni e célra Airbus A310. Ilyen a C-5 Galaxy, Boeing 747, Learjet 60, Vickers VC10 és az Il–62 többek között.
A modern sugárhajtású utasszállítók jelentős része alkalmazza a területszabályt mivel – bár a transzszonikus sebességet nem közelítik meg – 0,7 Mach közelében már jelentős differenciát mutat a légellenállás. Erre példa a Boeing 747 "púpja", az Airbus A380 sajátos szárnytője, vagy a Cessna Citation X hajtómű-elhelyezése a szárnyak okozta területváltozások kiegyenlítésére.

## Galéria

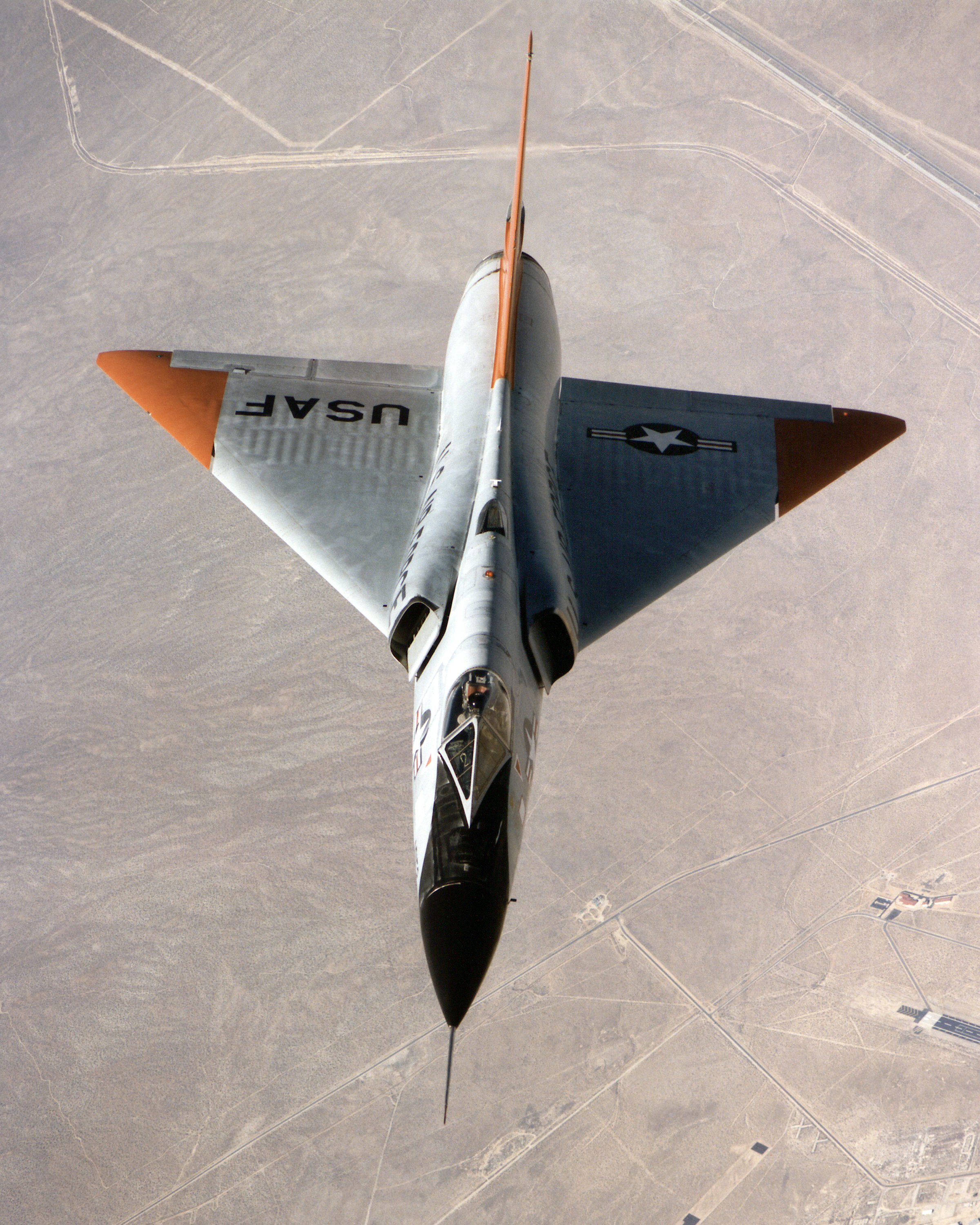
QF–106 Delta Dart szemből – a törzs a szárnyak csatlakozásánál „kólásüvegszerűen” elvékonyodik
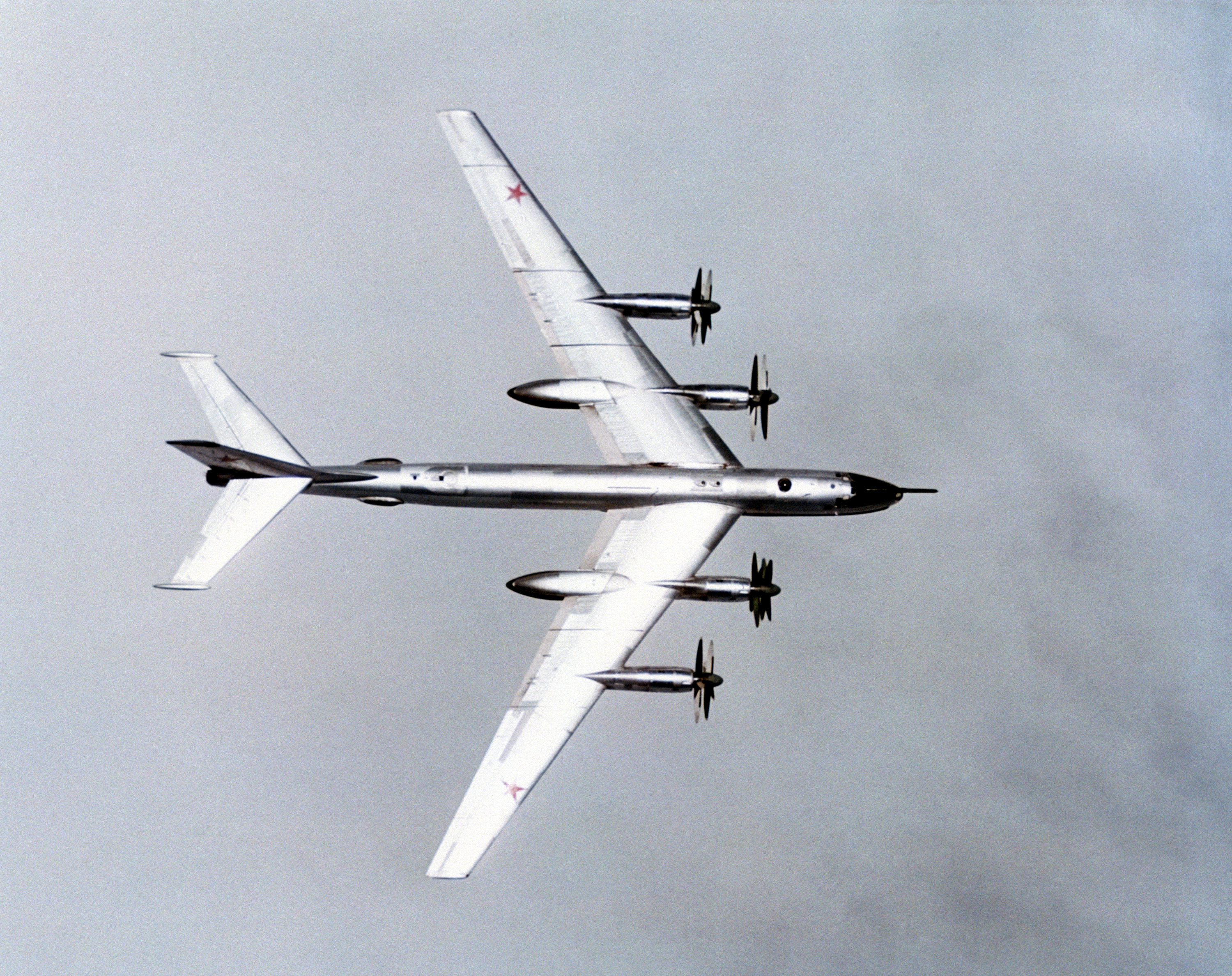
Szovjet Tu–95 nehézbombázó, a két belső hajtómű mögött látható a hatalmas, csepp formájú „Küchemann-répa”
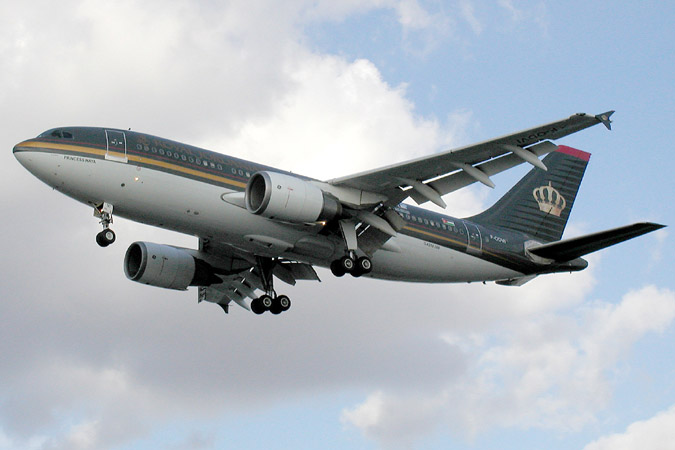
Airbus A310 utasszállító repülőgép, a hajtóművek szárny elé nyúlása, a Fowler-féle fékszárny mechanizmusait burkoló gondolák, valamint a szárnytő megfelelő kialakítása együttesen jelentősen javítja a repülőgép megfelelését a területszabálynak
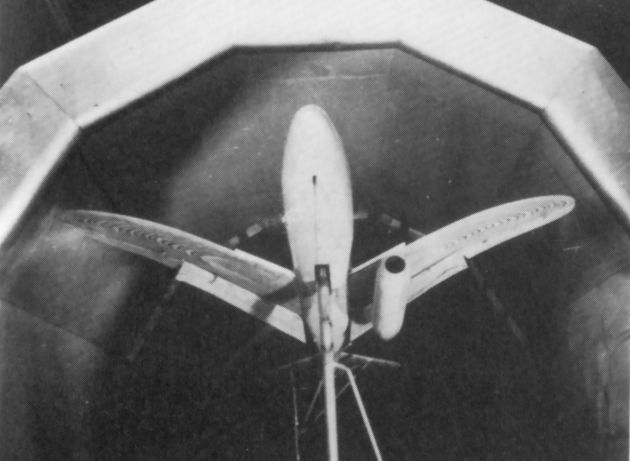
A Junkers Ju 287 szélcsatorna-modellje, melynek tesztelése közben fedezte fel Otto Frenzl a szabályt 1944-ben
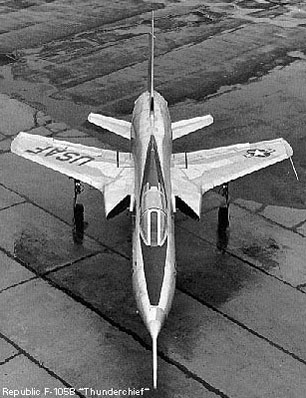
Az F-105 esetében a "kólásüveg' törzs mellett igen sajátos légbeömlőket is használtak